# Distenia notabilis
Distenia notabilis är en skalbaggsart som beskrevs av Fernando Chiang och Wu 1987. Distenia notabilis ingår i släktet Distenia och familjen långhorningar.
Artens utbredningsområde är Tibet. Inga underarter finns listade i Catalogue of Life.